# Merenguero (comerciante)

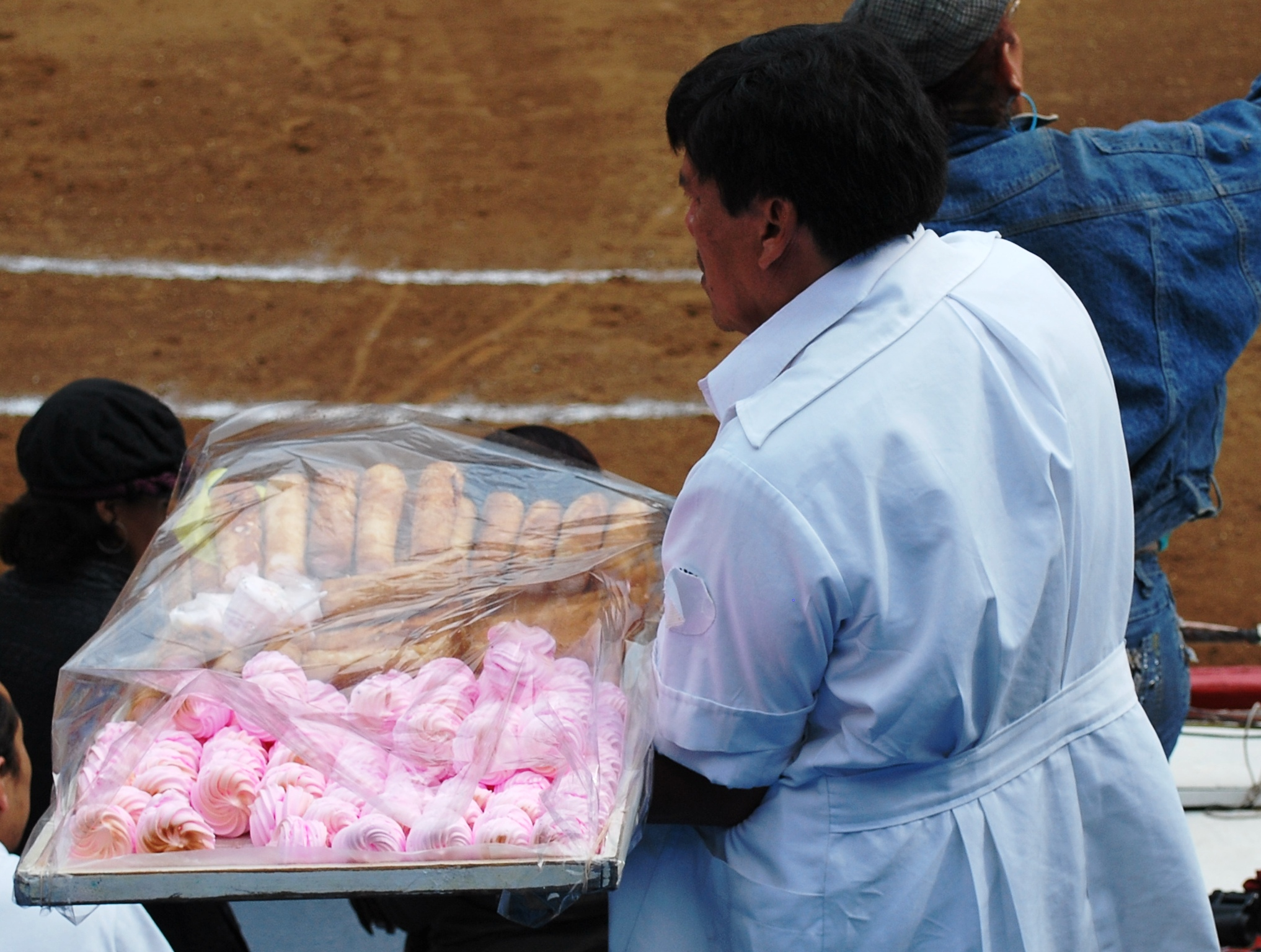
Merenguero en la Plaza de Toros de México D.F.

El merenguero es, en México, un trabajador comerciante de productos dulces. Los merengues que vende son de distintos tipos, entre los cuales destacan el merengue rosa y el merengue blanco envuelto.
El mercader es ambulante, y ha gozado de tener "el volado" como rito característico en su forma de venta. El volado es un juego de azar que es parte de varias culturas y a veces se ha aceptado como una forma de hacer decisiones entre dos personas; en el caso del merenguero, es una forma de añadir diversión a la transacción, además de agregar el factor de posibilidad de mover la mercancía más rápidamente, ya que si el merenguero gana, el comprador debe adquirir dos merengues en lugar de solamente uno, por ejemplo.
Pero, a comienzos  del siglo XXI, algunos merengueros no han continuado la tradición del volado.  
El merenguero lleva una charola con los postres, y también carga una mesita plegable.
Es muy factible que de los años de la década de los 50, hasta hoy en día la cantidad de merengueros haya disminuido en la Ciudad de México, donde en muchas ocasiones, al igual que otros comerciantes ambulantes, frecuentaban acercarse a la salida de algunas escuelas a la hora de salida.
- Datos: Q5393998